# Cynophalla didymobotrys
Cynophalla didymobotrys är en kaprisväxtart som först beskrevs av Hipólito Ruiz López, Amp; Pav. och Dc., och fick sitt nu gällande namn av Cornejo och Iltis. Cynophalla didymobotrys ingår i släktet Cynophalla, och familjen kaprisväxter. Inga underarter finns listade i Catalogue of Life.